# Steinbruch an der Hünscheburg

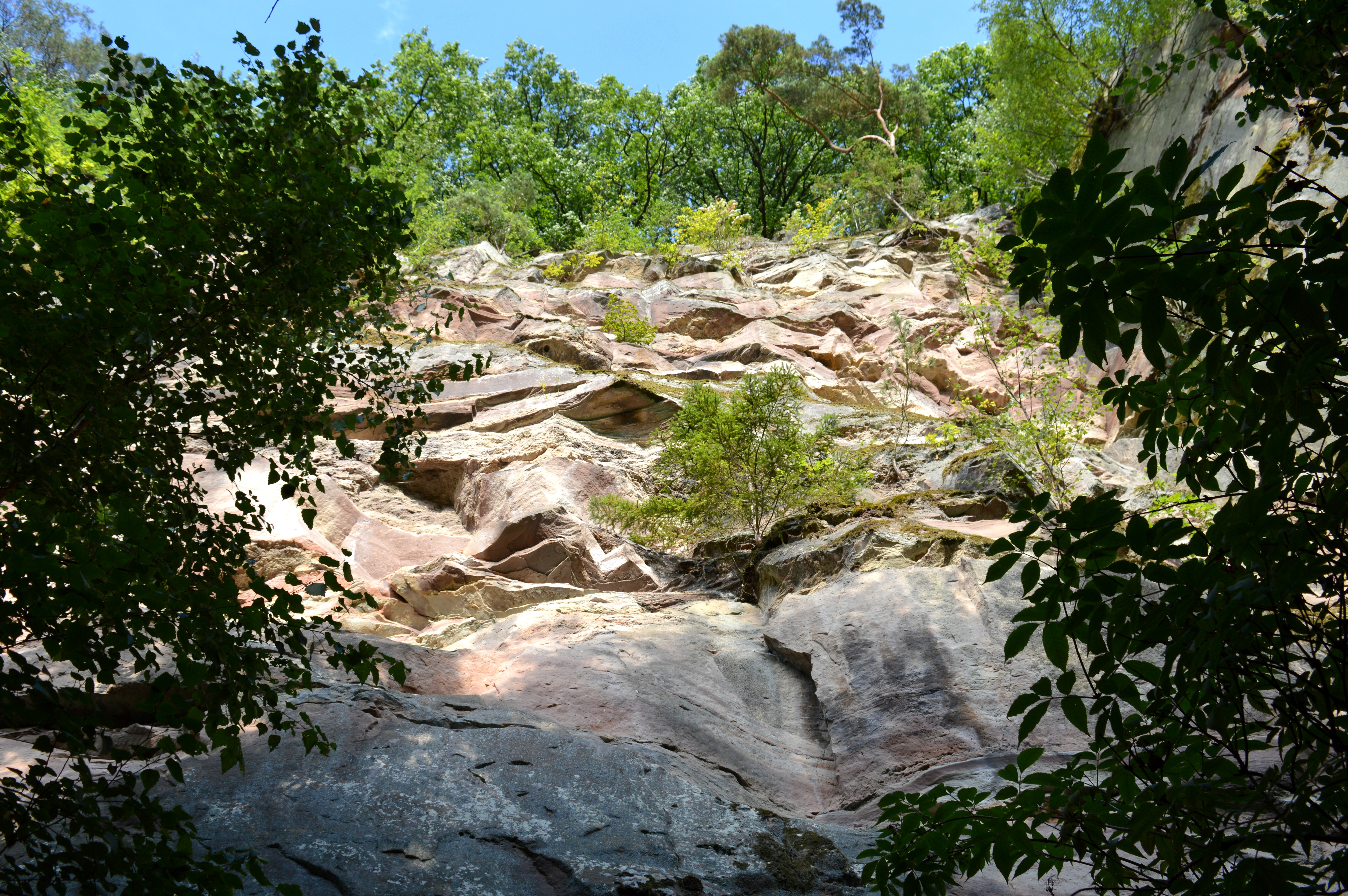

Der Steinbruch an der Hünscheburg ist ein Geotop in Hardegsen, Landkreis Northeim. Er befindet sich 300 m nordwestlich des Bahnhofs Hardegsen, heute nur noch ein Haltepunkt. Er weist eine von Länge 120 m und eine Höhe von 45 m auf. Abgebaut wurde Buntsandstein aus dem Trias. Während des Zweiten Weltkriegs befand sich hier eine Komplettierungsstelle für die V2.
Unweit befindet sich der Kalksteinbruch Hardegsen-Lutterhausen.